# Square Kilometre Array
SKA (сокр. от англ. Square Kilometre Array — «[антенная] решётка [площадью] в квадратный километр») — международный проект по созданию крупнейшего в мире радиоинтерферометра. Название проекта отражает первоначальный план (разработки начало 1990-х) создать радиотелескоп с общей собирающей площадью антенн около одного квадратного километра. С тех пор проект телескопа был переработан, и по плану, собирающая площадь должна значительно превысить 1 км².
Штаб-квартирой SKA была выбрана обсерватория Джодрелл-Бэнк в Великобритании.

## Общие сведения
Радиоинтерферометр SKA будет работать как адаптивная антенная решётка в широком диапазоне частот, и его размеры позволят достичь в 50 раз большей чувствительности, чем у любого другого существующего радиотелескопа. Для его работы потребуется очень высокая производительность центрального вычислительного сервера и длинных линий связи с пропускной способностью большей нынешнего глобального интернет-трафика.
Проект SKA является результатом глобального сотрудничества 20 стран, направленным на получение ответов на фундаментальные вопросы о происхождении и эволюции Вселенной.

## Некоторые технические возможности
SKA сможет обозревать небо более чем в десять тысяч раз быстрее, чем удавалось когда-либо прежде. Чувствительность этой антенной решётки, работающей в широком диапазоне частот, предположительно превысит более чем в  50 раз чувствительность любого другого существующего радиотелескопа. С его приёмными антеннами, разнесёнными на расстояния более 3000 км от концентрированного центрального ядра, он позволит продолжать традицию предоставления радиоастрономией изображений наиболее высокого разрешения среди всех других методов их получения.
Работа SKA позволит получить данные о Вселенной в возрасте всего несколько миллионов лет после Большого взрыва, то есть в момент начала формирования первых звёзд и галактик. Предположительно, SKA также внесёт вклад в поиск гравитационных волн, предсказываемых общей теорией относительности, и подтверждённых экспериментально, о чём было заявлено 11 февраля 2016 года коллаборациями LIGO и VIRGO.

## Размещение и начало работы

Страны-участницы SKA, отмеченные на карте мира тёмно-синим цветом.

Строительство SKA, с бюджетом в 1,5 млрд евро, должно было начаться в 2018 году. Старт наблюдений планировался на 2020 год, а выход на полную мощность — к 2024 году.
25 мая 2012 года было принято решение разместить антенны SKA и в Австралии, и ЮАР. Небольшая часть массива SKA также будет размещена в Новой Зеландии, где обеспечивается наилучший обзор нашей галактики, Млечного Пути, а уровень радиопомех меньше.
В мае 2015 года принято решение консультативного совета проекта разместить штаб-квартиру SKA при британском Астрофизическом центре Джодрелл-Бэнк (англ. Jodrell Bank Centre for Astrophysics) рядом с Манчестером.
В июле 2016 года южноафриканская часть мегателескопа SKA — телескоп MeerKAT — официально начала свою работу ещё до завершения его постройки и открыла тысячи ранее неизвестных галактик в первый же сеанс своей работы.
Для второй фазы проекта создан прототип телескопа с плотной фазированной решёткой в гигагерцовом диапазоне частот, EMBRACE.
В декабре 2022 года началось строительство австралийской части радиотелескопа на западе Австралии в округе Мерчисон.